# Олбани (Орегон)
Олбани (енгл. Albany) град је у америчкој савезној држави Орегон.

## Демографија
По попису из 2010. године број становника је 50.158, што је 9.306 (22,8%) становника више него 2000. године.
| Група             | 2000.          | 2010.          |
| Белци             | 36.361 (89,0%) | 41.591 (82,9%) |
| Афроамериканци    | 217 (0,5%)     | 333 (0,7%)     |
| Азијати           | 465 (1,1%)     | 682 (1,4%)     |
| Хиспаноамериканци | 2.489 (6,1%)   | 5.700 (11,4%)  |
| Укупно            | 40.852         | 50.158         |